# Edisto
Edisto statisztikai település az USA Dél-Karolina államában, Orangeburg megyében. Lakosainak száma 2058 fő (2020. április 1.).

## Népesség
A település népességének változása:

| 2010 | 2 559 |
| 2020 | 2 058 |